# لوکا میلسی
لوکا میلسی (انگلیسی: Luca Milesi؛ زادهٔ ۲۸ آوریل ۱۹۹۳) بازیکن فوتبال اهل ایتالیا است.
از باشگاه‌هایی که در آن بازی کرده‌است می‌توان به باشگاه فوتبال بنونتو، باشگاه فوتبال آتالانتا، باشگاه فوتبال پرو ورچلی، و باشگاه فوتبال اتلتیکو آرتزو اشاره کرد.